# Последовательный статистический критерий
Последовательный статистический критерий — последовательная статистическая процедура, используемая для проверки статистических гипотез в последовательном анализе.
Пусть наблюдению в статистическом эксперименте доступна случайная величина {\displaystyle \displaystyle X} с неизвестным (полностью или частично) распределением {\displaystyle \mathbb {P} } (формально, в математической нотации, {\displaystyle X:\Omega \mapsto \mathbb {R} }, где вероятностное пространство {\displaystyle \Omega } снабжено {\displaystyle \sigma }-алгеброй событий {\displaystyle {\mathcal {F}}}, и {\displaystyle \displaystyle X} измерима относительно Борелевской {\displaystyle \sigma }-алгебры).
Пусть проверяется нулевая гипотеза {\displaystyle H_{0}:\,\mathbb {P} \in {\mathcal {P}}_{0}}
против альтернативы {\displaystyle H_{1}:\,\mathbb {P} \in {\mathcal {P}}_{1}}.
На каждом этапе {\displaystyle i\geq 1} статистического эксперимента, независимо от других этапов, наблюдается случайная величина {\displaystyle \displaystyle X_{i}} — копия {\displaystyle \displaystyle X}, до тех пор пока {\displaystyle i\leq \nu }, где {\displaystyle \displaystyle \nu } — некоторый (случайный) момент остановки. Последовательный статистический критерий — это пара {\displaystyle (\nu ,\delta )}, где {\displaystyle \displaystyle \delta } — любая функция от {\displaystyle (X_{1},\dots ,X_{\nu })}, принимающая значение 0 или 1 (решение, соответственно, в пользу нулевой {\displaystyle H_{0}} или альтернативной {\displaystyle H_{1}} гипотезы).
Этому определению может быть придан формальный смысл с помощью понятия момента остановки относительно последовательности {\displaystyle \sigma }-алгебр {\displaystyle {\mathcal {F}}_{n}=\sigma (X_{1},X_{2},\dots X_{n})}, порожденных случайными величинами {\displaystyle X_{1},X_{2},\dots X_{n}}, {\displaystyle n=1,2,\dots }. Тогда решающая функция {\displaystyle \displaystyle \delta } должна быть измеримой относительно {\displaystyle \sigma }-алгебры {\displaystyle {\mathcal {F}}_{\nu }} событий, предшествующих моменту {\displaystyle \nu }: {\displaystyle {\mathcal {F}}_{\nu }=\{A\in {\mathcal {F}}:A\cap \{\nu \leq n\}\in {\mathcal {F}}_{n}\}}.
Функция мощности критерия {\displaystyle (\nu ,\delta )}  в "точке" {\displaystyle \mathbb {P} } определяется как {\displaystyle \beta (\mathbb {P} ;\nu ,\delta )=\mathbb {P} (\delta =1)}. Если {\displaystyle \mathbb {P} \in {\mathcal {P}}_{0}}, то {\displaystyle \beta (\mathbb {P} ;\nu ,\delta )} называется вероятностью ошибки первого рода (вероятность отвергнуть нулевую гипотезу, когда она верна). Если {\displaystyle \mathbb {P} \in {\mathcal {P}}_{1}},  то {\displaystyle \mathbb {P} (\delta =0)} называется вероятностью ошибки второго рода (вероятность принять нулевую гипотезу, когда она неверна).

## Рандомизированные последовательные критерии
Рандомизированный последовательный критерий проверки гипотез может быть определен как пара {\displaystyle \displaystyle (\psi ,\phi )}, где {\displaystyle \psi =(\psi _{1},\psi _{2},\dots ,)},
{\displaystyle \phi =(\phi _{1},\phi _{2},\dots ,)}, и {\displaystyle \psi _{n}=\psi _{n}(X_{1},\dots ,X_{n})}, {\displaystyle \phi _{n}=\phi _{n}(X_{1},\dots ,X_{n})} - (измеримые) функции, принимающие значения между 0 и 1, {\displaystyle n=1,2,\dots }. На каждом этапе {\displaystyle n\geq 1} (если эксперимент до него дошел) {\displaystyle \psi _{n}(X_{1},\dots ,X_{n})} интерпретируется как вероятность остановится на этом этапе, без проведения дальнейших наблюдений, а  {\displaystyle \phi _{n}(X_{1},\dots ,X_{n})} - как вероятность отвергнуть нулевую гипотезу, если остановка на этом этапе произошла.
{\displaystyle \psi =(\psi _{1},\psi _{2},\dots ,)} называется рандомизированным правилом остановки, а {\displaystyle \phi =(\phi _{1},\phi _{2},\dots ,)} - рандомизированным правилом принятия решения.
Если  все {\displaystyle \displaystyle \psi _{n}} принимают только значения 0 (продолжение наблюдений) и 1 (остановка), то правило остановки {\displaystyle \displaystyle \psi } определяет нерандомизированный момент остановки {\displaystyle \nu =\min\{n:\psi _{n}(X_{1},\dots ,X_{n})=1\}}. Аналогично, если все {\displaystyle \displaystyle \phi _{n}} принимают только значения 0 (принятие нулевой гипотезы) и 1 (отвержение нулевой гипотезы), то правило принятия решения {\displaystyle \displaystyle \phi } определяет нерандомизированную решающую функцию: {\displaystyle \displaystyle \delta =\phi _{n}}, если {\displaystyle \displaystyle \psi _{n}=1}.
Функция мощности  критерия {\displaystyle (\psi ,\phi )} в "точке" {\displaystyle \mathbb {P} } определяется как {\displaystyle \beta (\mathbb {P} ;\psi ,\phi )=\sum _{i=1}^{\infty }\mathbb {E} (1-\psi _{1})\dots (1-\psi _{i-1})\psi _{i}\phi _{i}}, где {\displaystyle \mathbb {E} } - математическое ожидание относительно {\displaystyle \mathbb {P} }. Если {\displaystyle \mathbb {P} \in {\mathcal {P}}_{0}}, то {\displaystyle \beta (\mathbb {P} ;\psi ,\phi )} - вероятность ошибки первого рода. Если {\displaystyle \mathbb {P} \in {\mathcal {P}}_{1}}, то вероятность ошибки второго рода равна {\displaystyle \mathbb {P} (\nu <\infty )-\beta (\mathbb {P} ;\psi ,\phi )}, где {\displaystyle \mathbb {P} (\nu <\infty )=\sum _{i=1}^{\infty }\mathbb {E} (1-\psi _{1})\dots (1-\psi _{i-1})\psi _{i}}.
Соответственно, средний объем выборки при использовании правила остановки {\displaystyle \psi } определяется как {\displaystyle E\nu =\sum _{i=1}^{\infty }i\mathbb {E} (1-\psi _{1})\dots (1-\psi _{i-1})\psi _{i}}, если {\displaystyle \mathbb {P} (\nu <\infty )=1}  (в противном случае {\displaystyle E\nu =\infty }).

## Пример
Последовательный критерий отношения вероятностей (критерий Вальда)